# Arondismentul Dieppe
Arondismentul Dieppe (în franceză Arrondissement de Dieppe) este un arondisment din departamentul Seine-Maritime, regiunea Haute-Normandie, Franța.

## Subdiviziuni

### Cantoane
- Cantonul Argueil
- Cantonul Aumale
- Cantonul Bacqueville-en-Caux
- Cantonul Bellencombre
- Cantonul Blangy-sur-Bresle
- Cantonul Cany-Barville
- Cantonul Dieppe-Est
- Cantonul Dieppe-Ouest
- Cantonul Envermeu
- Cantonul Eu
- Cantonul Fontaine-le-Dun
- Cantonul Forges-les-Eaux
- Cantonul Gournay-en-Bray
- Cantonul Londinières
- Cantonul Longueville-sur-Scie
- Cantonul Neufchâtel-en-Bray
- Cantonul Offranville
- Cantonul Saint-Saëns
- Cantonul Saint-Valery-en-Caux
- Cantonul Tôtes

### Comune
| 1. Ambrumesnil (76004)                  | 2. Ancourt (76008)                       | 3. Angiens (76015)                     | 4. Anglesqueville-la-Bras-Long (76016) |
| 5. Anneville-sur-Scie (76019)           | 6. Ardouval (76024)                      | 7. Argueil (76025)                     | 8. Arques-la-Bataille (76026)          |
| 9. Assigny (76027)                      | 10. Aubermesnil-Beaumais (76030)         | 11. Aubermesnil-aux-Érables (76029)    | 12. Auberville-la-Manuel (76032)       |
| 13. Aubéguimont (76028)                 | 14. Auffay (76034)                       | 15. Aumale (76035)                     | 16. Auppegard (76036)                  |
| 17. Auquemesnil (76037)                 | 18. Autigny (76040)                      | 19. Auvilliers (76042)                 | 20. Auzouville-sur-Saâne (76047)       |
| 21. Avesnes-en-Bray (76048)             | 22. Avesnes-en-Val (76049)               | 23. Avremesnil (76050)                 | 24. Bacqueville-en-Caux (76051)        |
| 25. Bailleul-Neuville (76052)           | 26. Baillolet (76053)                    | 27. Bailly-en-Rivière (76054)          | 28. Baromesnil (76058)                 |
| 29. Bazinval (76059)                    | 30. Beaubec-la-Rosière (76060)           | 31. Beaumont-le-Hareng (76062)         | 32. Beaussault (76065)                 |
| 33. Beauval-en-Caux (76063)             | 34. Beauvoir-en-Lyons (76067)            | 35. Bellencombre (76070)               | 36. Bellengreville (76071)             |
| 37. Belleville-en-Caux (76072)          | 38. Belleville-sur-Mer (76073)           | 39. La Bellière (76074)                | 40. Belmesnil (76075)                  |
| 41. Berneval-le-Grand (76081)           | 42. Bertheauville (76083)                | 43. Bertreville (76084)                | 44. Bertreville-Saint-Ouen (76085)     |
| 45. Bertrimont (76086)                  | 46. Biville-la-Baignarde (76096)         | 47. Biville-la-Rivière (76097)         | 48. Biville-sur-Mer (76098)            |
| 49. Blangy-sur-Bresle (76101)           | 50. Blosseville (76104)                  | 51. Le Bois-Robert (76112)             | 52. Bosc-Bérenger (76119)              |
| 53. Bosc-Hyons (76124)                  | 54. Bosc-Mesnil (76126)                  | 55. Bosc-le-Hard (76125)               | 56. Bosville (76128)                   |
| 57. Bouelles (76130)                    | 58. Le Bourg-Dun (76133)                 | 59. Bourville (76134)                  | 60. Brachy (76136)                     |
| 61. Bracquemont (76137)                 | 62. Bracquetuit (76138)                  | 63. Bradiancourt (76139)               | 64. Brametot (76140)                   |
| 65. Brunville (76145)                   | 66. Brémontier-Merval (76142)            | 67. Bully (76147)                      | 68. Bures-en-Bray (76148)              |
| 69. Butot-Vénesville (76732)            | 70. Bézancourt (76093)                   | 71. Cailleville (76151)                | 72. Callengeville (76122)              |
| 73. Calleville-les-Deux-Églises (76153) | 74. Campneuseville (76154)               | 75. Canehan (76155)                    | 76. Canouville (76156)                 |
| 77. Cany-Barville (76159)               | 78. Le Catelier (76162)                  | 79. Le Caule-Sainte-Beuve (76166)      | 80. Les Cent-Acres (76168)             |
| 81. La Chapelle-Saint-Ouen (76171)      | 82. La Chapelle-du-Bourgay (76170)       | 83. La Chapelle-sur-Dun (76172)        | 84. La Chaussée (76173)                |
| 85. Clais (76175)                       | 86. Clasville (76176)                    | 87. Colmesnil-Manneville (76184)       | 88. Compainville (76185)               |
| 89. Conteville (76186)                  | 90. Cottévrard (76188)                   | 91. Crasville-la-Mallet (76189)        | 92. Crasville-la-Rocquefort (76190)    |
| 93. Cressy (76191)                      | 94. Criel-sur-Mer (76192)                | 95. La Crique (76193)                  | 96. Criquetot-sur-Longueville (76197)  |
| 97. Criquiers (76199)                   | 98. Critot (76200)                       | 99. Croisy-sur-Andelle (76201)         | 100. Croixdalle (76202)                |
| 101. Cropus (76204)                     | 102. Crosville-sur-Scie (76205)          | 103. Cuverville-sur-Yères (76207)      | 104. Cuy-Saint-Fiacre (76208)          |
| 105. Dampierre-Saint-Nicolas (76210)    | 106. Dampierre-en-Bray (76209)           | 107. Dancourt (76211)                  | 108. Derchigny (76215)                 |
| 109. Dieppe (76217)                     | 110. Doudeauville (76218)                | 111. Douvrend (76220)                  | 112. Drosay (76221)                    |
| 113. Dénestanville (76214)              | 114. Elbeuf-en-Bray (76229)              | 115. Ellecourt (76233)                 | 116. Envermeu (76235)                  |
| 117. Ermenouville (76241)               | 118. Ernemont-la-Villette (76242)        | 119. Esclavelles (76244)               | 120. Eu (76255)                        |
| 121. Fallencourt (76257)                | 122. Ferrières-en-Bray (76260)           | 123. La Ferté-Saint-Samson (76261)     | 124. Fesques (76262)                   |
| 125. La Feuillie (76263)                | 126. Flamets-Frétils (76265)             | 127. Flocques (76266)                  | 128. Fontaine-en-Bray (76269)          |
| 129. Fontaine-le-Dun (76272)            | 130. La Fontelaye (76274)                | 131. Forges-les-Eaux (76276)           | 132. Le Fossé (76277)                  |
| 133. Foucarmont (76278)                 | 134. Fresles (76283)                     | 135. Fresnay-le-Long (76284)           | 136. Fresnoy-Folny (76286)             |
| 137. Freulleville (76288)               | 138. Fry (76292)                         | 139. Fréauville (76280)                | 140. La Gaillarde (76294)              |
| 141. Gaillefontaine (76295)             | 142. Gancourt-Saint-Étienne (76297)      | 143. Glicourt (76301)                  | 144. Gonnetot (76306)                  |
| 145. Gonneville-sur-Scie (76308)        | 146. Gouchaupre (76310)                  | 147. Gournay-en-Bray (76312)           | 148. Grainville-la-Teinturière (76315) |
| 149. Grandcourt (76320)                 | 150. Les Grandes-Ventes (76321)          | 151. Graval (76323)                    | 152. Greny (76326)                     |
| 153. Greuville (76327)                  | 154. Grigneuseville (76328)              | 155. Gruchet-Saint-Siméon (76330)      | 156. Grumesnil (76332)                 |
| 157. Grèges (76324)                     | 158. Guerville (76333)                   | 159. Gueures (76334)                   | 160. Gueutteville-les-Grès (76336)     |
| 161. Guilmécourt (76337)                | 162. La Hallotière (76338)               | 163. Haucourt (76343)                  | 164. Haudricourt (76344)               |
| 165. Haussez (76345)                    | 166. Hautot-sur-Mer (76349)              | 167. La Haye (76352)                   | 168. Hermanville (76356)               |
| 169. Heugleville-sur-Scie (76360)       | 170. Hodeng-Hodenger (76364)             | 171. Hodeng-au-Bosc (76363)            | 172. Houdetot (76365)                  |
| 173. Héberville (76353)                 | 174. Les Ifs (76371)                     | 175. Illois (76372)                    | 176. Imbleville (76373)                |
| 177. Incheville (76374)                 | 178. Ingouville (76375)                  | 179. Intraville (76376)                | 180. Lamberville (76379)               |
| 181. Lammerville (76380)                | 182. Landes-Vieilles-et-Neuves (76381)   | 183. Lestanville (76383)               | 184. Lintot-les-Bois (76389)           |
| 185. Londinières (76392)                | 186. Longmesnil (76393)                  | 187. Longroy (76394)                   | 188. Longueil (76395)                  |
| 189. Longueville-sur-Scie (76397)       | 190. Lucy (76399)                        | 191. Luneray (76400)                   | 192. Malleville-les-Grès (76403)       |
| 193. Manneville-ès-Plains (76407)       | 194. Manéhouville (76405)                | 195. Marques (76411)                   | 196. Martigny (76413)                  |
| 197. Martin-Église (76414)              | 198. Massy (76415)                       | 199. Mathonville (76416)               | 200. Maucomble (76417)                 |
| 201. Mauquenchy (76420)                 | 202. Melleville (76422)                  | 203. Le Mesnil-Durdent (76428)         | 204. Mesnil-Follemprise (76430)        |
| 205. Le Mesnil-Lieubray (76431)         | 206. Mesnil-Mauger (76432)               | 207. Le Mesnil-Réaume (76435)          | 208. Mesnières-en-Bray (76427)         |
| 209. Meulers (76437)                    | 210. Millebosc (76438)                   | 211. Molagnies (76440)                 | 212. Monchaux-Soreng (76441)           |
| 213. Monchy-sur-Eu (76442)              | 214. Montreuil-en-Caux (76449)           | 215. Montroty (76450)                  | 216. Montérolier (76445)               |
| 217. Morienne (76606)                   | 218. Mortemer (76454)                    | 219. Morville-sur-Andelle (76455)      | 220. Muchedent (76458)                 |
| 221. Ménerval (76423)                   | 222. Ménonval (76424)                    | 223. Mésangueville (76426)             | 224. Nesle-Hodeng (76459)              |
| 225. Nesle-Normandeuse (76460)          | 226. Neuf-Marché (76463)                 | 227. Neufbosc (76461)                  | 228. Neufchâtel-en-Bray (76462)        |
| 229. Neuville-Ferrières (76465)         | 230. Nolléval (76469)                    | 231. Notre-Dame-d'Aliermont (76472)    | 232. Notre-Dame-du-Parc (76478)        |
| 233. Nullemont (76479)                  | 234. Néville (76467)                     | 235. Ocqueville (76480)                | 236. Offranville (76482)               |
| 237. Omonville (76485)                  | 238. Osmoy-Saint-Valery (76487)          | 239. Ouainville (76488)                | 240. Ouville-la-Rivière (76492)        |
| 241. Paluel (76493)                     | 242. Penly (76496)                       | 243. Pierrecourt (76500)               | 244. Pleine-Sève (76504)               |
| 245. Pommereux (76505)                  | 246. Pommeréval (76506)                  | 247. Ponts-et-Marais (76507)           | 248. Preuseville (76511)               |
| 249. Puisenval (76512)                  | 250. Quiberville (76515)                 | 251. Quièvrecourt (76516)              | 252. Rainfreville (76519)              |
| 253. Ricarville-du-Val (76526)          | 254. Richemont (76527)                   | 255. Rieux (76528)                     | 256. Rocquemont (76532)                |
| 257. Roncherolles-en-Bray (76535)       | 258. Ronchois (76537)                    | 259. Rosay (76538)                     | 260. Rouvray-Catillon (76544)          |
| 261. Rouxmesnil-Bouteilles (76545)      | 262. Royville (76546)                    | 263. Réalcamp (76520)                  | 264. Rétonval (76523)                  |
| 265. Saint-Aubin-le-Cauf (76562)        | 266. Saint-Aubin-sur-Mer (76564)         | 267. Saint-Aubin-sur-Scie (76565)      | 268. Saint-Crespin (76570)             |
| 269. Saint-Denis-d'Aclon (76572)        | 270. Saint-Denis-sur-Scie (76574)        | 271. Saint-Germain-d'Étables (76582)   | 272. Saint-Germain-sur-Eaulne (76584)  |
| 273. Saint-Hellier (76588)              | 274. Saint-Honoré (76589)                | 275. Saint-Jacques-d'Aliermont (76590) | 276. Saint-Léger-aux-Bois (76598)      |
| 277. Saint-Maclou-de-Folleville (76602) | 278. Saint-Mards (76604)                 | 279. Saint-Martin-Osmonville (76621)   | 280. Saint-Martin-au-Bosc (76612)      |
| 281. Saint-Martin-aux-Buneaux (76613)   | 282. Saint-Martin-en-Campagne (76618)    | 283. Saint-Martin-l'Hortier (76620)    | 284. Saint-Martin-le-Gaillard (76619)  |
| 285. Saint-Michel-d'Halescourt (76623)  | 286. Saint-Nicolas-d'Aliermont (76624)   | 287. Saint-Ouen-le-Mauger (76629)      | 288. Saint-Ouen-sous-Bailly (76630)    |
| 289. Saint-Pierre-Bénouville (76632)    | 290. Saint-Pierre-des-Jonquières (76635) | 291. Saint-Pierre-en-Val (76638)       | 292. Saint-Pierre-le-Vieux (76641)     |
| 293. Saint-Pierre-le-Viger (76642)      | 294. Saint-Quentin-au-Bosc (76643)       | 295. Saint-Riquier-en-Rivière (76645)  | 296. Saint-Riquier-ès-Plains (76646)   |
| 297. Saint-Rémy-Boscrocourt (76644)     | 298. Saint-Saire (76649)                 | 299. Saint-Saëns (76648)               | 300. Saint-Sylvain (76651)             |
| 301. Saint-Vaast-d'Équiqueville (76652) | 302. Saint-Vaast-du-Val (76654)          | 303. Saint-Valery-en-Caux (76655)      | 304. Saint-Victor-l'Abbaye (76656)     |
| 305. Sainte-Agathe-d'Aliermont (76553)  | 306. Sainte-Beuve-en-Rivière (76567)     | 307. Sainte-Colombe (76569)            | 308. Sainte-Foy (76577)                |
| 309. Sainte-Geneviève (76578)           | 310. Sainte-Marguerite-sur-Mer (76605)   | 311. Sassetot-le-Malgardé (76662)      | 312. Sasseville (76664)                |
| 313. Sauchay (76665)                    | 314. Saumont-la-Poterie (76666)          | 315. Sauqueville (76667)               | 316. Saâne-Saint-Just (76549)          |
| 317. Sept-Meules (76671)                | 318. Serqueux (76672)                    | 319. Sigy-en-Bray (76676)              | 320. Smermesnil (76677)                |
| 321. Sommery (76678)                    | 322. Sotteville-sur-Mer (76683)          | 323. Sévis (76674)                     | 324. Thil-Manneville (76690)           |
| 325. Le Thil-Riberpré (76691)           | 326. Tocqueville-en-Caux (76694)         | 327. Tocqueville-sur-Eu (76696)        | 328. Torcy-le-Grand (76697)            |
| 329. Torcy-le-Petit (76698)             | 330. Touffreville-sur-Eu (76703)         | 331. Tourville-la-Chapelle (76704)     | 332. Tourville-sur-Arques (76707)      |
| 333. Le Tréport (76711)                 | 334. Tôtes (76700)                       | 335. Val-de-Saâne (76018)              | 336. Varengeville-sur-Mer (76720)      |
| 337. Varneville-Bretteville (76721)     | 338. Vassonville (76723)                 | 339. Vatierville (76724)               | 340. Ventes-Saint-Rémy (76733)         |
| 341. Veules-les-Roses (76735)           | 342. Veulettes-sur-Mer (76736)           | 343. Vieux-Rouen-sur-Bresle (76739)    | 344. Villers-sous-Foucarmont (76744)   |
| 345. Villy-sur-Yères (76745)            | 346. Vittefleur (76748)                  | 347. Vénestanville (76731)             | 348. Wanchy-Capval (76749)             |
| 349. Étaimpuis (76249)                  | 350. Étalondes (76252)                   |                                        |                                        |